# Mithridates II. (Parthien)

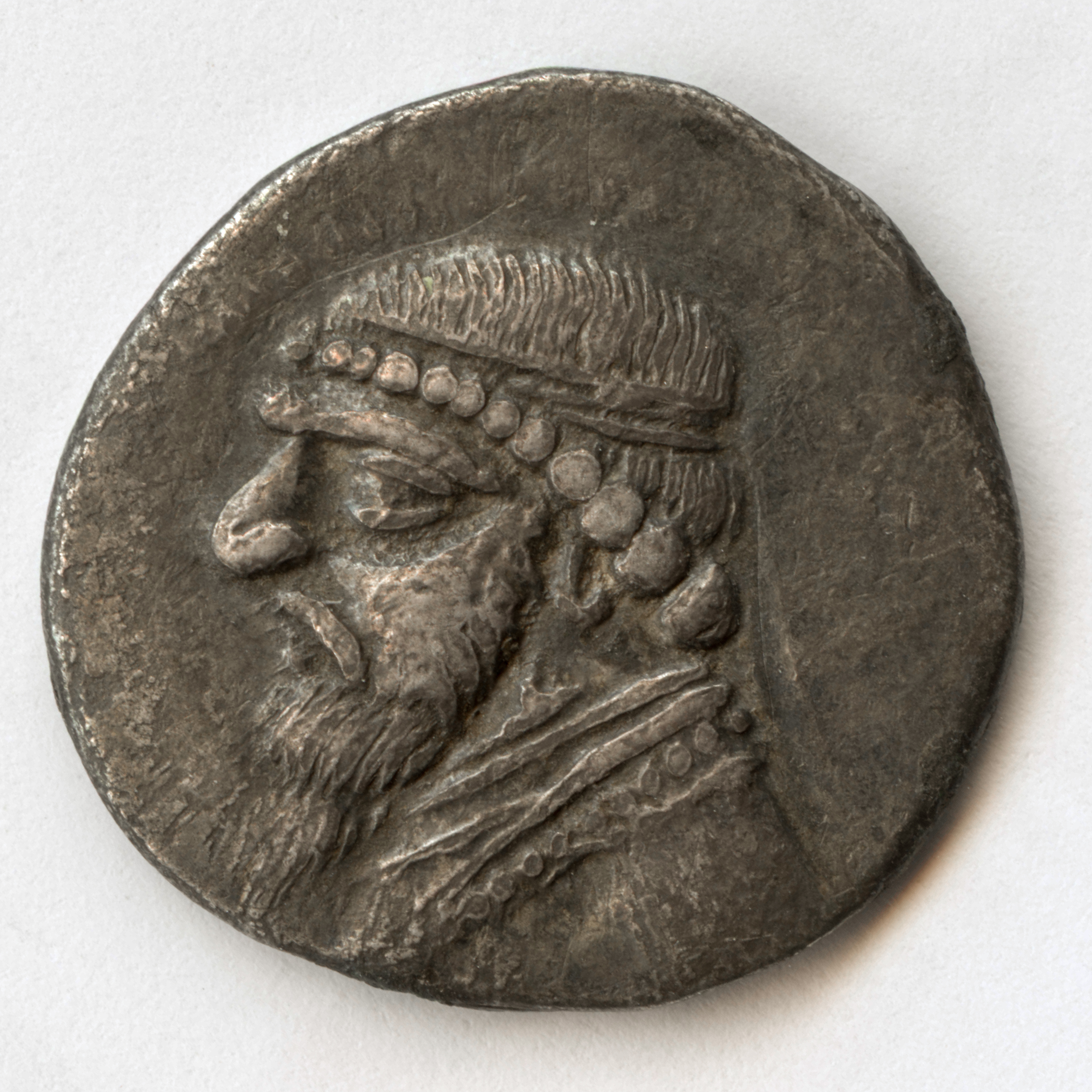
Silberdrachme, Darstellung mit Diadem, Ohrring und Torques

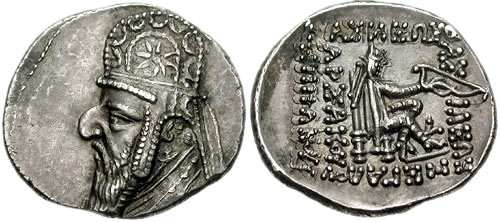
Münze von Mithridates II.

Mithridates II. (persisch مهرداد Mit'radāta, „von Mithras gegeben“) war ein parthischer König, der von ca. 124/23 bis 88/87 v. Chr. regierte. Er wurde schon in der Antike der Große genannt. Er war der erste parthische Herrscher, der sich auf seinen Münzen König der Könige nennt und damit wohl an die Achämeniden anknüpfte. Auf seinen Münzen wird er auch als Euergetes bezeichnet. Mithridates II. gilt als der bedeutendste parthische Herrscher, unter dem das Reich nach Terrainverlusten seine Großmachtstellung zurückerhielt und seine größte Ausdehnung erreichte.

## Eroberung von Mesopotamien

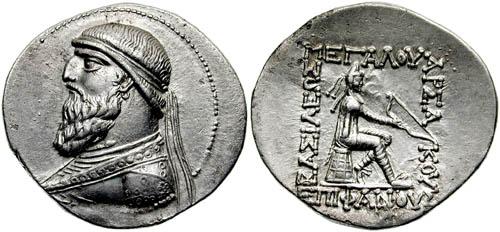
Tetradrachme des Mithridates II., in Seleukia am Tigris geprägt. Das Porträt des Herrschers steht unter griechischem Einfluss

Mithridates II. war der Sohn seines Vorgängers Artabanos I., der im Kampf gegen östliche Feinde umgekommen war. Im Westen waren zur etwa gleichen Zeit große Teile des Reiches verloren gegangen, so dass es den Anschein hatte, dass das Partherreich kurz vor dem Untergang stand. Mithridates II. erwies sich jedoch als fähiger König und konnte zunächst Babylonien wieder dem Reich einverleiben. Dieses Gebiet hatte sich kurz vorher mit der Charakene aus dem Reich gelöst. Als Zeichen des Sieges ließ er Münzen des Hyspaosines, der allerdings schon 124 v. Chr. gestorben war, überprägen. Ganz Mesopotamien wurde im Sturm erobert und der Herrscher erreichte schon im Jahr 113 v. Chr. Dura Europos.
Mithridates II. griff daraufhin Armenien, das von König Artavasdes regiert wurde, an und konnte Tigranes, den Sohn des armenischen Königs, gefangen nehmen. Dies ist das erste Mal, dass die Parther sich aktiv in die Politik Armeniens einmischten.

## Der Osten des Reiches

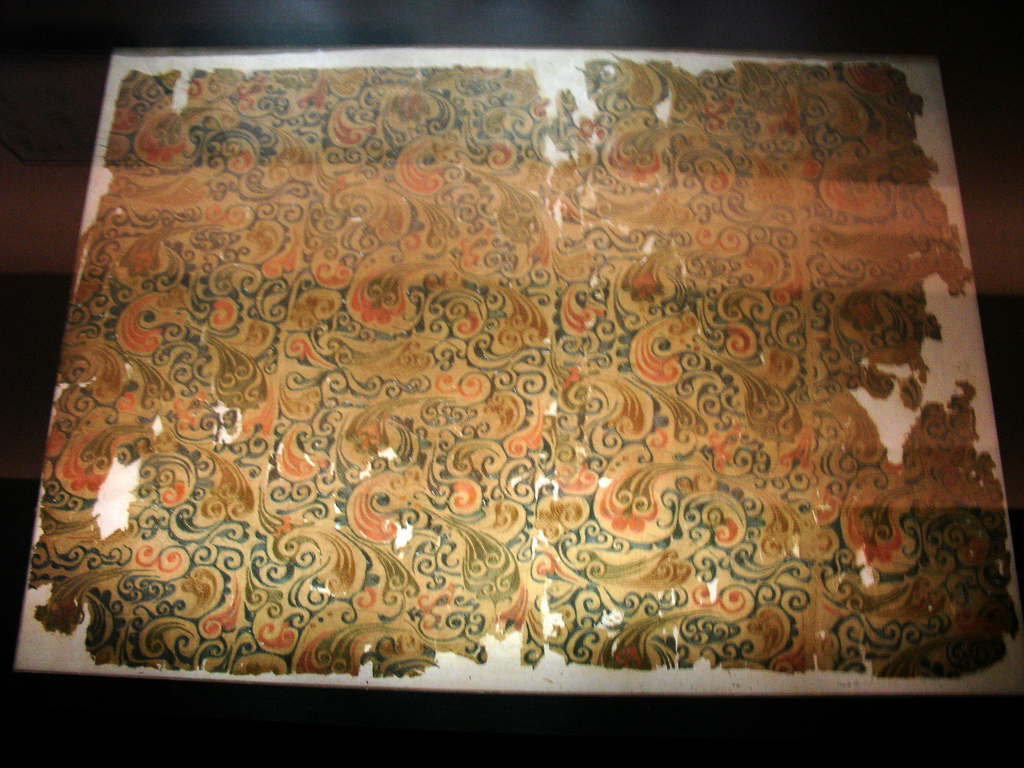
Seide aus China (Han-Dynastie) war der lukrativste Luxusartikel, mit dem die Parther am westlichen Ende der Seidenstraße handelten, Seide aus Mawangdui, 2. Jhr. v. Chr.

Im Osten des Reiches schienen die Probleme unlösbar. Einfallende Nomaden, die in den antiken Quellen als Skythen bezeichnet werden, hatten das griechisch-baktrische Königreich vernichtet und bedrohten massiv die Ostgrenzen des Reiches. Hier konnte Mithridates II. jedoch die einfallenden Nomaden abwehren und gliederte die Provinzen Parthien und Aria wieder in das Reich ein. Sistan, das unter direkter Kontrolle der Nomaden kam, scheint er zumindest zu einem Vasallen gemacht zu haben.
Im Jahr 121 v. Chr. besiegten im Osten die Chinesen unter Han-Kaiser Wu Di (141–87 v. Chr.), als die westliche Han-Dynastie auf ihrem Höhepunkt stand, die Hunnen und expandierten stark nach Westen. In der Ferghana traf die Einflusssphäre des chinesischen auf die des parthischen Reiches. Für das Jahr 120 v. Chr. ist eine chinesische Delegation an den parthischen Hof unter Mithridates II. bezeugt. Der Entdecker Zhang Qian und sein Gefolge gebahnten in verschiedenen Missionen einen Weg in das Partherreich, was zu einem regen Handel und Kulturaustausch zwischen China, Zentralasien und dem Nahen Osten führte. Die Seidenstraße wurde eröffnet und wurde zum Hauptverkehrsweg zwischen Ost und West. Diese wichtige Handelsroute übte dann jahrhundertelang einen nachhaltigen Einfluss auf China und alle Länder in Asien und Europa aus.

## Die Westgrenze des Reiches
94 v. Chr. starb der armenische König, und Mithridates II. setzte dessen Sohn Tigranes, der bis dahin bei den Parthern gelebt hatte, auf den armenischen Thron. Bald darauf griff Mithridates II. Adiabene, Gordyene und Osrhoene an und eroberte diese Stadtstaaten, womit der Euphrat zur westlichen Grenze des parthischen Reiches wurde. Hier stießen die Parther zum ersten Mal auf die Römer. Mithridates II. sandte 96 v. Chr. einen gewissen Orobazos als Gesandten zu Sulla, den römischen Proprätor von Kilikien. Ein Vertrag wurde ausgehandelt, wobei Sulla anscheinend die Oberhand gewann und Orobazos so platzierte, dass er und somit die Parther als Bittsteller erschien. Der eigentliche Ausgang der Verhandlungen ist nicht überliefert, doch kann angenommen werden, dass der Euphrat als Grenze festgelegt wurde. Orobazos soll später hingerichtet worden sein.
Im Jahr 88 v. Chr. belagerte der seleukidische König Demetrios III. in Berea seinen Bruder Philipp I. Philadelphos, worauf der Herrscher der Stadt Araber und Parther zur Hilfe rief. Auf parthischer Seite eilte der Statthalter Mithridates Sinnakes nach Berea. Die Belagerer wurden überwältigt, Demetrios III. gefangen genommen und zu Mithridates II. gesandt. Der seleukidische Herrscher verblieb den Rest seines Lebens in parthischer Gefangenschaft, bis er an einer Krankheit starb.

## Innenpolitik
Ab 90 v. Chr. hatte Mithridates II. mit innenpolitischen Feinden zu kämpfen. 93 und 92/1 v. Chr. ist er noch auf Urkunden in Babylonien als Herrscher anerkannt. Kurz darauf erhob sich ein gewisser Gotarzes I. zum Gegenkönig, der in den Urkunden der Jahre 91/0 bis 81/0 v. Chr. als Herrscher in Mesopotamien erscheint. Normalerweise werden die parthischen Herrscher in Urkunden nicht mit ihrem Namen, sondern nur als Arsaces bezeichnet. Der Umstand, dass Gotarzes explizit mit seinem Eigennamen erscheint, deutet auf innerpolitische Probleme und scheint auch zu belegen, dass er nicht der einzige Machthaber mit Thronanspruch war. Die Ereignisse im Detail bleiben jedoch unklar.
Es gibt deutliche Anzeichen, dass unter Mithridates II. das parthische Reich umstrukturiert wurde. Die letzten Verwaltungstexte in Keilschrift wurden unter seiner Herrschaft verfasst. Tempel im babylonischen Stil wurden durch solche in einem eher hellenistisch-parthischen Stil ersetzt. Beides mag andeuten, dass die orientalische Tempelverwaltung nicht weitergeführt wurde. Die bisher ältesten datierten Urkunden aus Nisa gehören in seiner Regierungszeit.

## Darstellungen des Herrschers

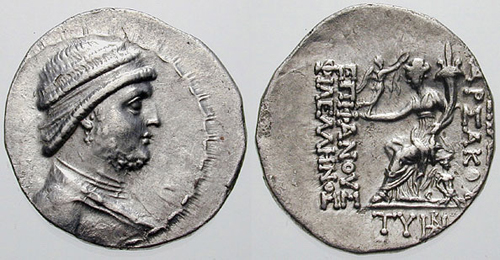
Münze des Mithridates II. mit kurzen Bart, in Seleukia am Tigris geprägt

Das Bildnis des Herrschers ist fast ausschließlich von seinen Münzprägungen bekannt. Dabei lassen sich grundsätzlich mehreren Typen unterscheiden. Er kann mit einem kurzen Bart und einem Diadem erscheinen. Es gibt Bilder, die ihn mit einem mittellangen Bart zeigen oder mit einem langen Bart, wobei der Herrscher immer ein Diadem trägt. Ein ganz anderer Bildtyp zeigt ihn mit einer Tiara auf dem Kopf.
Mithradates trägt zudem wie seine Nachfolger einen parthischen Kurzmantel.
In Behistun, im heutigen Westen des Iran gibt es ein Felsrelief, das den Herrscher und vier Vasallen oder Beamte zeigt, die ihm die Aufwartung machen. Die Beischriften sind griechisch. Das Relief ist heute nur noch schlecht erhalten und nur von alten Kopien bekannt.